# Halictus holomelaenus
Halictus holomelaenus är en biart som beskrevs av Blüthgen 1936. Halictus holomelaenus ingår i släktet bandbin, och familjen vägbin. Inga underarter finns listade i Catalogue of Life.